# Сімко Віталій Юрійович

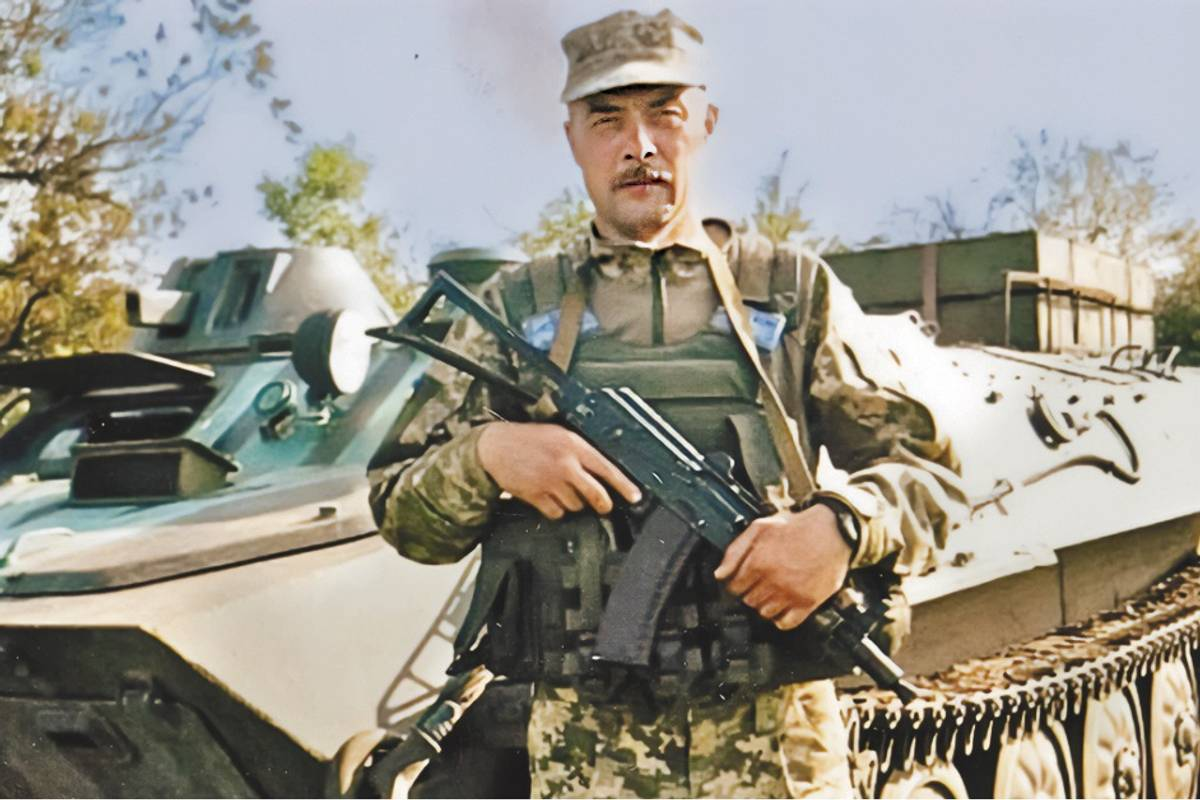

Сімко Віталій Юрійович (Simko Vitaliy) - солдат легендарної[джерело?] 10 окремої гірсько-штурмової бригади «Едельвейс», народився 11 жовтня 1976 року в місті Городенка Івано-Франківської області в родині службовця.
Віталій Юрійович був завідувачем відділом духових інструментів Гвіздецької школи мистецтв викладач по класу флейти, саксофону, кларнету, сопілки.
За час роботи у Гвіздецькій школі мистецтв з 1988 року проявив грунтовний рівень професіоналізму, ініціативи, творчості, добре володів формами, методами організації навчально-виховного процесу, відмічався загальною культурою, високими моральними якостями. 
Постійно підвищував професійний рівень, виконавську майстерність, вів активну культурно-мистецьку діяльність.
Намагався привити в учнів любов до музики, розвивав художній смак, творчі здібності з урахуванням музичного обдарування кожної дитини.
Сімко Віталій Юрійович створив унікальний ансамбль сопілкарів «Квінта». Даний колектив брав участь в Х Міжнародному гуцульському фольклорно-етнографічному фестивалі «Коломийка-2000», на якому отримав другу премію в номінації «Народні оркестри».
Віталій Юрійович був керівником фольклорного ансамблю «Сопілкарик», керівником оркестру народних інструментів, а також був активним учасником муніципального оркестру «Сурми Покуття» відділу культури Коломийської райдержадміністрації.
На початку 2014 року брав участь в антитерористичній операції, показавши цим приклад істинної волі: „Хто як не ми? Хто як не я?“ - сказав він.
У 2018 році, батьківський комітет таки домігся свого - він повернувся до музичної школи і продовжив навчати дітей.
Учні Сімка Віталія Юрійовича були переможцями конкурсів виконавської майстерності серед учнів початкових спеціалізованих мистецьких навчальних закладів Івано-Франківщини.
За багаторічну добросовісну працю, вагомий внесок в розвиток українського мистецтва та виховання підростаючого покоління, викладач по класу духових інструментів Сімко Віталій Юрійович неодноразово нагороджувався грамотами і подяками: голів: Коломийської райдержадміністрації, Коломийської районної ради, відділу культури Коломийської райдержадміністрації, управління культури, національностей та релігії Івано-Франківської обласної держадміністрації. 
Загинув 24 грудня 2023 року внаслідок артилерійського обстрілу військовими формуваннями Російської Федерації поблизу населеного пункту Берестове Бахмутського району Донецької області.